# Phylloscopus makirensis
A Phylloscopus makirensis a verébalakúak (Passeriformes) rendjébe, ezen belül a füzikefélék (Phylloscopidae) családjába és a Phylloscopus nembe tartozó faj. 10–11 centiméter hosszú. A Salamon-szigetekhez tartozó San Cristóbal (Makira)-sziget nedves erdőiben él, többnyire a hegyvidéken. Apró ízeltlábúakkal táplálkozik.

## Fordítás
- Ez a szócikk részben vagy egészben  a   Makira leaf warbler című angol Wikipédia-szócikk fordításán alapul.  Az eredeti cikk szerkesztőit annak laptörténete sorolja fel. Ez a jelzés csupán a megfogalmazás eredetét és a szerzői jogokat jelzi, nem szolgál a cikkben szereplő információk forrásmegjelöléseként.